# درهم مراکش
درهم یکای پول کشور مغرب است. جمع واژه درهم، دراهیم می‌باشد، اما در زبان‌های انگلیسی و فرانسوی از همان حالت مفرد آن، یعنی درهم به اضافه علامت جمع همان زبان (انگلیسی یا فرانسوی) استفاده می‌گردد. کد ایزو ۴۲۱۷ آن MAD است.
هر درهم مغرب به ۱۰۰ سانتیمات تقسیم می‌شود (سانتیمات شکل جمع واژه سانتیم است). ضرب درهم بر عهده بانک مرکزی مغرب (بنک المغرب) می‌باشد.

## اسکناس‌ها
در تاریخ ۱۵ اوت ۲۰۱۳ بانک مراکش مجموعه‌ای تازه از اسکناس را روانه بازار کرد. بر روی اسکناس‌های این مجموعه چهره محمد ششم نقش بسته است.
در سال ۲۰۱۹، بانک مراکش به مناسبت بیستمین سالگرد تاجگذاری و به تخت نشستن محمد ششم اسکناسی بیست درهمی از جنس بسپار منتشر کرد.
| اسکناس‌های مراکش                                            | اسکناس‌های مراکش                 | اسکناس‌های مراکش                 | اسکناس‌های مراکش                 | اسکناس‌های مراکش                 | اسکناس‌های مراکش                          | اسکناس‌های مراکش                                                                              | اسکناس‌های مراکش                 | اسکناس‌های مراکش                 | اسکناس‌های مراکش                 |
| سری ۱۹۸۷ (شامل به‌روزرسانی ۱۹۹۱)                            | سری ۱۹۸۷ (شامل به‌روزرسانی ۱۹۹۱) | سری ۱۹۸۷ (شامل به‌روزرسانی ۱۹۹۱) | سری ۱۹۸۷ (شامل به‌روزرسانی ۱۹۹۱) | سری ۱۹۸۷ (شامل به‌روزرسانی ۱۹۹۱) | سری ۱۹۸۷ (شامل به‌روزرسانی ۱۹۹۱)          | سری ۱۹۸۷ (شامل به‌روزرسانی ۱۹۹۱)                                                              | سری ۱۹۸۷ (شامل به‌روزرسانی ۱۹۹۱) | سری ۱۹۸۷ (شامل به‌روزرسانی ۱۹۹۱) | سری ۱۹۸۷ (شامل به‌روزرسانی ۱۹۹۱) |
| بها                                                        | ابعاد                           | رو                              | پشت                             | رنگ                             | شرح                                      | شرح                                                                                          | شرح                             | تاریخ                           | تاریخ                           |
| بها                                                        | ابعاد                           | رو                              | پشت                             | رنگ                             | رو                                       | پشت                                                                                          | ته‌نقش                           | چاپ                             | انتشار                          |
| ---------------------------------------------------------- | ------------------------------- | ------------------------------- | ------------------------------- | ------------------------------- | ---------------------------------------- | -------------------------------------------------------------------------------------------- | ------------------------------- | ------------------------------- | ------------------------------- |
| ۱۰ درهم                                                    | ۱۴۳ × ۷۰ mm                     |                                 |                                 | زرد و صورتی (۱۹۸۷) بنفش (۱۹۹۱)  | حسن دوم                                  | لوت مراکشی، ستون                                                                             | حسن دوم                         | ۱۹۸۷                            | ۱۹۸۷/حدود ۱۹۹۱                  |
| ۵۰ درهم                                                    | ۱۴۸ × ۷۰ mm                     |                                 |                                 | سبز                             | حسن دوم                                  | نمایی از یورش                                                                                | حسن دوم                         | ۱۹۸۷                            | ۱۹۸۷/حدود ۱۹۹۱                  |
| ۱۰۰ درهم                                                   | ۱۵۳ × ۷۵ mm                     |                                 |                                 | قهوه‌ای                          | حسن دوم                                  | رژه سبز به صحرای اسپانیایی (اکتبر ۱۹۷۵)، رز بیابانی                                          | حسن دوم                         | ۱۹۸۷                            | ۱۹۸۷/حدود ۱۹۹۱                  |
| ۲۰۰ درهم                                                   | ۱۵۸ × ۷۵ mm                     |                                 |                                 | آبی                             | حسن دوم                                  | صدف حلزونی، مرجان و جهاز.                                                                    | حسن دوم                         | ۱۹۸۷                            | حدود ۱۹۹۱                       |
| سری ۱۹۹۶                                                   |                                 |                                 |                                 |                                 |                                          |                                                                                              |                                 |                                 |                                 |
| ۲۰ درهم                                                    | ۱۳۰ × ۶۸ mm                     |                                 |                                 | قهوه‌ای مایل به قرمز             | حسن دوم، مسجد بزرگ کازابلانکا            | آب‌نمای مسجد حسن دوم                                                                          | حسن دوم                         | ۱۹۹۶                            | ۱۹۹۶                            |
| سری ۲۰۰۲                                                   |                                 |                                 |                                 |                                 |                                          |                                                                                              |                                 |                                 |                                 |
| ۲۰ درهم                                                    | ۱۴۰ × ۷۰ mm                     |                                 |                                 | بنفش                            | محمد ششم، دروازه چله در رباط             | سراسرنمایی از شهرک ودایه                                                                     | محمد ششم                        | ۲۰۰۵                            | ۲۰۰۵                            |
| ۵۰ درهم                                                    | ۱۴۷ × ۷۰ mm                     |                                 |                                 | سبز                             | محمد ششم                                 | سازه‌ای سفالین                                                                                | محمد ششم                        | ۲۰۰۲                            | ۲۰۰۲                            |
| ۱۰۰ درهم                                                   | ۱۵۰ × ۷۸ mm                     |                                 |                                 | قهوه‌ای                          | محمد ششم،محمد پنجم و حسن دوم             | رژه سبز به صحرای اسپانیایی (اکتبر ۱۹۷۵)                                                      | محمد ششم                        | ۲۰۰۲                            | ۲۰۰۲                            |
| ۲۰۰ درهم                                                   | ۱۵۸ × ۷۸ mm                     |                                 |                                 | آبی                             | محمد ششم و حسن دوم، مسجد بزرگ کازابلانکا | پنجره مسجد حسن دوم، فانوس کازابلانکا                                                         | محمد ششم                        | ۲۰۰۲                            | ۲۰۰۲                            |
| سری ۲۰۱۳                                                   |                                 |                                 |                                 |                                 |                                          |                                                                                              |                                 |                                 |                                 |
| ۲۰ درهم                                                    | ۱۳۱ × ۷۰ mm                     |                                 |                                 | ارغوانی، نارنجی و آبی           | محمد ششم، نشان ملی مراکش                 | گذر قطار از پل حسن دوم، رود ابو رقراق در رباط، مسجد حسن دوم و سازه‌های شهری کازابلانکا        | محمد ششم                        | ۲۰۱۲                            | ۲۰۱۳                            |
| ۵۰ درهم                                                    | ۱۳۸ × ۷۰ mm                     |                                 |                                 | سبز، زرد و آبی                  | محمد ششم، نشان ملی مراکش                 | آبشار اوزود، درخت آرگان، میوه و پرنده                                                        | محمد ششم                        | ۲۰۱۲                            | ۲۰۱۳                            |
| ۱۰۰ درهم                                                   | ۱۴۵ × ۷۰ mm                     |                                 |                                 | قهوه‌ای، زرد، بنفش و آبی         | محمد ششم، نشان ملی مراکش                 | چادر صحرانشینان، مزرعه نیروی باد، سه شترسوار در بیابان                                       | محمد ششم                        | ۲۰۱۲                            | ۲۰۱۲                            |
| ۲۰۰ درهم                                                   | ۱۵۱ × ۷۰ mm                     |                                 |                                 | آبی، سبز و بنفش                 | محمد ششم، نشان ملی مراکش                 | کشتی باری، جرثقیل دروازه‌ای و کشتی‌های باربری بندر طنجه و فانوس و درختان دماغه اسپارتل در طنجه | محمد ششم                        | ۲۰۱۲                            | ۲۰۱۲                            |
| For table standards, see the banknote specification table. |                                 |                                 |                                 |                                 |                                          |                                                                                              |                                 |                                 |                                 |